# Гиббон Мюллера
Гиббон Мюллера (лат. Hylobates muelleri) — вид приматов из семейства гиббоновых.

## Описание
В отличие от других видов гиббонов, этот вид не имеет выраженного различия в цвете шерсти самцов и самок. У обоих полов шерсть серая или коричневая, более светлая на морде. Часто имеет тёмное пятно на голове. Масса от 4 до 8 кг, что делает его одним из самых маленьких гиббонов.

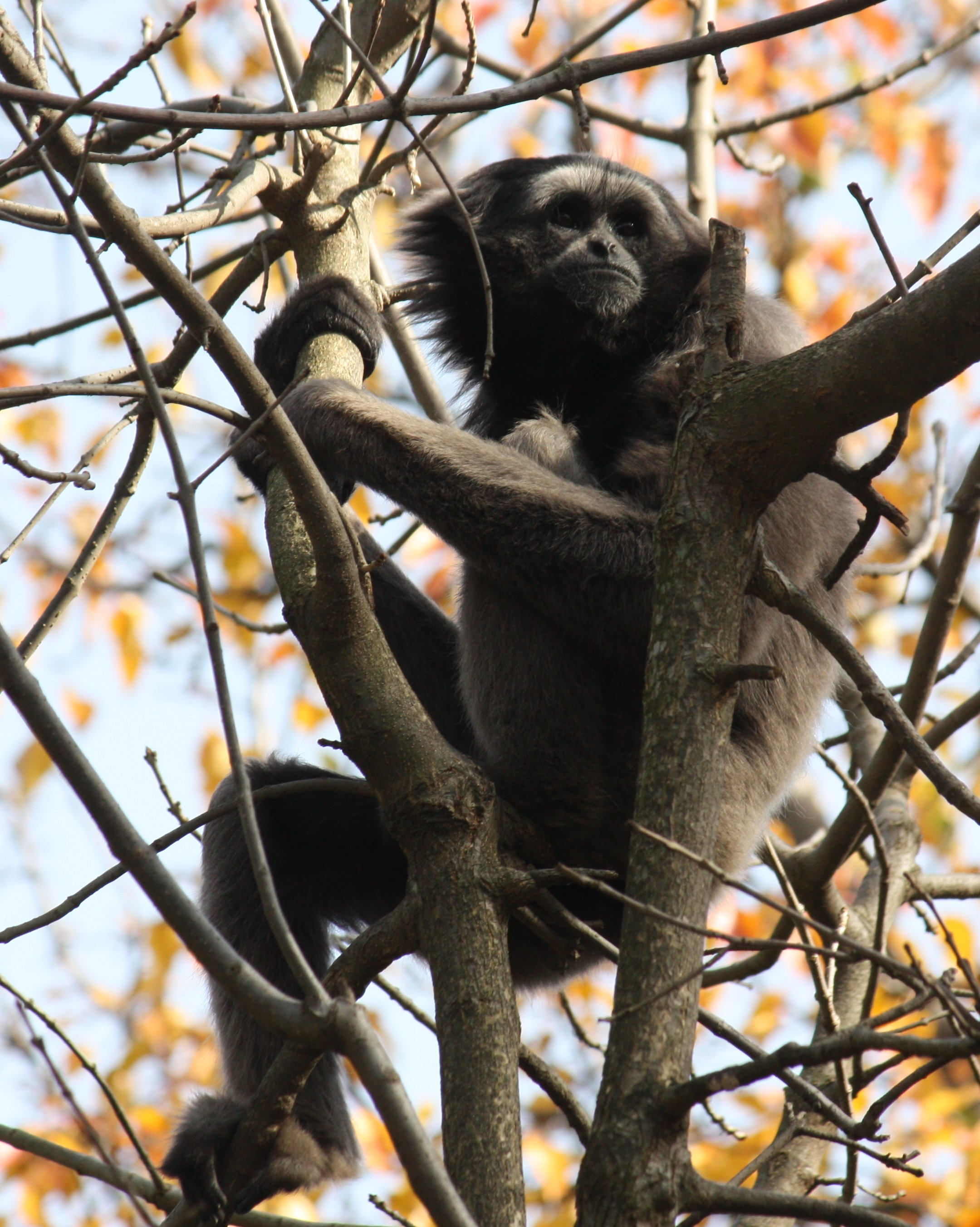
Гиббон Мюллера в неволе

## Поведение
Дневные животные, обитающие в дождевых лесах. Почти всё время проводят на деревьях, передвигаясь в кронах при помощи длинных рук. Живут парами, защищая свою территорию от других пар. Рацион состоит преимущественно из фруктов. О половом поведении этих приматов известно очень мало, но полагают, что оно мало отличается от полового поведения других гиббонов.

## Распространение
Эндемик острова Калимантан, населяет юго-восточную часть острова. Встречается примерно к югу от реки Махакам и к востоку от реки Барито.

## Классификация
В 3-м издании справочника Mammal Species of the World (2005) выделялось три подвида гиббона Мюллера:
- Hylobates muelleri muelleri,
- Hylobates muelleri abbotti,
- Hylobates muelleri funereus.

В обзорах 2013 и 2016 годов подвиды H. m. abbotti и H. m. funereus были повешены до статуса самостоятельных видов Hylobates abbotti и Hylobates funereus соответственно. Гиббон Мюллера, согласно данной точке зрения, подвидов не образует. Такая пересмотренная классификация была принята Красной книгой МСОП (2020) и базой данных Американского общества маммологов (ASM Mammal Diversity Database).